# Happy Valley (comté de Shasta, Californie)
Pour les articles homonymes, voir Happy Valley.
Happy Valley est une census-designated place du comté de Shasta, dans l'État de Californie, aux États-Unis. En 2020, elle compte une population de 4 949 habitants.